# ベルナルド (お笑いコンビ)
ベルナルドは、日本のお笑いコンビ。マセキ芸能社に所属している。

## メンバー
ハギノリザードマン（1984年4月15日 - ）（41歳）
大将（たいしょう、1984年4月27日 - ）（41歳）

## 略歴
- 2024年にコンビ活動を休止していた大将がピン芸人のハギノとユニットとして結成。同年行われた野菜-1グランプリでは優勝を果たす[1]。
- 2025年1月に正式にコンビを結成し[2]、同年4月にマセキ芸能社に所属することを発表した[3]。

## 賞レースの成績
- キングオブコント2024 - 準々決勝進出[4]
- 野菜-1グランプリ2024 - 優勝[1]